# Droga wojewódzka 191
Die Droga wojewódzka 191 (DW 191) ist eine 32 Kilometer lange Droga wojewódzka (Woiwodschaftsstraße) in der polnischen Woiwodschaft Großpolen, mit der Chodzież über Szamocin mit der Droga wojewódzka 194 in Richtung Wyrzysk verbunden wird. Die Straße liegt im Powiat Chodzieski und im Powiat Wągrowiecki.

## Straßenverlauf
Woiwodschaft Großpolen, Powiat Chodzieski
- 00 km  Chodzież (Buszczaka, Jagiełły) (Chodziesen/Kodschesen/Colmar/Kolmar in Posen) (DK 11)
- 01 km  Bahnübergang (Bahnstrecke Poznań–Piła)
- 04 km  Rataje (Rattai) (DW 193)
- 12 km  Bahnübergang (Bahnstrecke Chodzież–Gołańcz)
- 15 km  Bahnübergang Szamocin (Samotschin) (Bahnstrecke Chodzież–Gołańcz)
- 17 km  Dworcowa, Margonińska (DW 190)
- 18 km  Rynek (DW 190)
- 32 km  Lipa (DW 194)